# Chikkabellandur, Bangalore South
Chikkabellandur là một làng thuộc tehsil Bangalore South, huyện Bangalore Urban, bang Karnataka, Ấn Độ.